# Манфреди, Гвидантонио

Владения Манфреди на карте Средней Италии (светло-серым цветом)

Гвидантонио Манфреди (итал. Guidantonio Manfredi), также известен как Гвидаччо (Guidaccio; 1407, Фаэнца — 20 июня 1448) — итальянский кондотьер, правитель Фаэнцы и Имолы из рода Манфреди. Сын Джана (Джованни) Галеаццо Манфреди.

## Биография
После смерти отца наследовал (вместе с братьями) Фаэнцу и другие его владения в Романье.
В войне между Флоренцией и герцогами Милана поддерживал то одну, то другую сторону, в качестве кондотьера был капитаном Флоренции в 1430 и Франческо I Сфорца в 1433 году.
В 1439 году получил от миланского герцога Имолу, Баньякавалло и Модильяну, ранее принадлежавшие семейству Алидози.

## Семья
Первым браком был женат на Бьянкине Тринчи (ум. 1441), дочери Николо Тринчи, сеньора Фолиньи. Вторая жена (с 1442) — Агнеза, дочь Гвидантонио I да Монтефельтро, графа Урбино.
После его смерти брат, Асторре II, получил Фаэнцу, сын Таддео — Имолу.